# Gennaeodryas placens
La balia neoguineana ventregiallo (Gennaeodryas placens (E. P. Ramsay, 1879)), unica specie del genere Gennaeodryas Mathews, 1920, è un uccello della famiglia dei Petroicidi originario della Nuova Guinea.

## Tassonomia
La balia neoguineana ventregiallo venne descritta dallo zoologo australiano Edward Pierson Ramsay nel 1879 a partire da un esemplare raccolto nella Nuova Guinea sud-orientale, coniando per essa il nome scientifico Eopsaltria placens. In seguito la specie venne posta nel genere Poecilodryas, ma è stata recentemente riclassificata, a seguito di uno studio di filogenesi molecolare, nel genere Gennaeodryas, che era già stato introdotto dall'ornitologo australiano Gregory Mathews nel 1920. Il nome del genere combina i termini greci gennaios, «nobile», e dryad, «ninfa degli alberi». L'epiteto specifico placens è di origine latina e significa «affascinante» o «piacevole».

## Distribuzione e habitat
Occupa un areale piuttosto frammentato, specialmente sui monti della zona centrale dell'isola; sembra essere maggiormente numerosa nella Provincia Centrale e nella Provincia del Golfo, ma è stata avvistata anche sull'isola di Batanta, presso le coste occidentali della Nuova Guinea. Vive nelle foreste pluviali, tra i 100 e i 1450 m di quota, ma è più numerosa a quote inferiori.